# یعلی احول
یعلیٰ بن مسلم أزدی شهرت‌یافته به یعلیٰ اَحوَل (به‌معنای:چپ چشم، لوچ) شاعر عربی دورهٔ اُموی بود. در الأغانی از ابوالفرج اصفهانی، یعلیٰ احول دزدی دلیر و اوباش‌گری ولگرد وصف شده که صعالیک و اوباش قبیلهٔ أزد را گرد می‌آورد تا آنان را برای حمله به سکونتگاه‌های دیگر قبیله‌های عرب به شور بیاورد و در راه‌های پیادگان راهزنی کنند. امیر مکه، نافع بن علقمه او را بازداشت کرد و به دستور عبدالملک بن مروان زندانی شد.